# VII Brigada de Infantería
La VII Brigada de Infantería (Br I VII) fue una gran unidad de combate del II Cuerpo de Ejército del Ejército Argentino con asiento en Corrientes.

## Operaciones
La VII Brigada de Infantería ejecutó operaciones de contrainsurgencia bajo el nombre Operativo Toba en su zona de jurisdicción: provincias de Chaco, Formosa y Misiones; y los siguientes departamentos de la provincia de Corrientes: Capital, San Cosme, San Luis del Palmar, Empedrado, Saladas, Bella Vista, San Roque y Esquina.
El 21 de mayo de 1976, el Comando General del Ejército (Cdo Grl Ej) dictó la Orden Parcial N.º 405/76 que dispuso una adecuación de jurisdicciones militares para cometer crímenes de lesa humanidad.
El Comando de VII Brigada de Infantería asumió la Jefatura de Subzona 23, dependiente del Comando de Zona de Defensa II, el cual estaba a cargo del Comando de II Cuerpo de Ejército (Cdo Cpo Ej II).
La Subzona 23 se componía por el Área 231 (RI 9), Área 232 (RI Mte 30), Área 233 (GA 7), Área 234 (RI Mte 29) y Área 235 (Ca Telecom 121) y asumió la jurisdicción natural de la VII Brigada.
En el ámbito de la Subzona 32 funcionaron Centros Clandestinos de Detención (CCD).

## Organización
- Comando de la VII Brigada de Infantería (Cdo Br I VII). Guar Ej Corrientes.
  - Regimientos de Infantería 9 (RI 9). Guar Ej Corrientes.
  - Regimiento de Infantería de Monte 29 (RI Mte 29). Guar Ej Formosa.
  - Regimiento de Infantería de Monte 30 (RI Mte 30). Guar Ej Apóstoles.
  - Escuadrón de Exploración de Caballería Blindado 7 (Esc Expl C Bl 7). Guar Ej Posadas.
  - Grupo de Artillería 7 (GA 7). Guar Ej Resistencia.
  - Compañía de Ingenieros 7 (Ca Ing 7). Guar Ej Goya.
  - Compañía de Comunicaciones 7 (Ca Com 7). Guar Ej Resistencia.
  - Compañía de Arsenales 7 (Ca Ars 7). Guar Ej Corrientes.

Fuentes